# التاريخ البحري في المملكة المتحدة

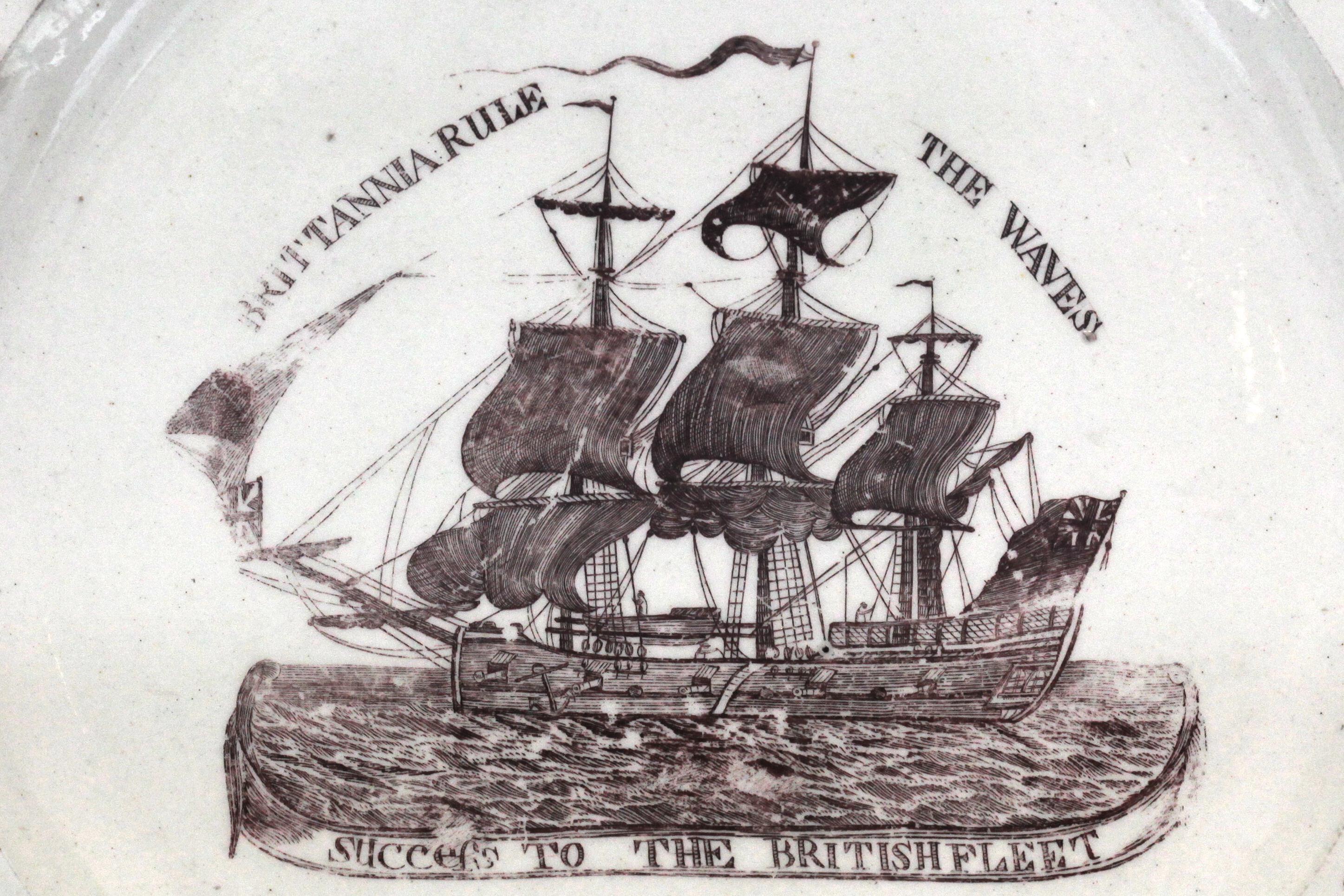

يتضمن التاريخ البحري للمملكة المتحدة أحداثًا تشمل الشحن البحري والموانئ والملاحة والبحّارة، فضلًا عن العلوم البحرية والاستكشاف والتجارة والمواضيع البحرية في الفنون منذ تأسيس مملكة بريطانيا العظمى بصفتها دولة متحدة ذات سيادة في 1 مايو 1707 وفقًا لمعاهدة الاتحاد الموقعة في 22 يوليو 1706. حتى قدوم النقل الجوي وإنشاء نفق المانش (نفق القناة)، كانت وسائل النقل البحري هي السبيل الوحيد للوصول إلى الجزر البريطانية، ولهذا السبب كانت التجارة البحرية والقوة البحرية تشكل دوماً أهمية كبرى.
قبل صدور قانوني الاتحاد 1707، هيمن تاريخ إنجلترا بصورة كبيرة على التاريخ البحري للجزر البريطانية.

## التسلسل الزمني

### القرن الثامن عشر
شكّلت الذرة الصادرات البريطانية الرئيسية في القرن الثامن عشر.
تأسست صحيفة لويدز ليست (بالإنجليزية: Lloyd's List ) عام 1734 ومنظمة لويدز ريجّستر (بالإنجليزية: Lloyd's Register )‏ بين عامي 1764/1765. تأسست الجمعية البحرية عام 1756 بهدف إرسال الفتيان الفقراء للعمل في البحر.
جرى تطبيق تقنية البخار لأول مرة على القوارب في 1770، ومع ذلك استمرت السفن الشراعية بالتطور. في عام 1794 بُنيت سفينة تجريبية تعمل بالبخار تحمل اسم كينت والتي كشفت للمصممين الطريق نحو التقدم قُدمًا. قدّم ناثانيال سيموندز نموذجًا عن سفينة غوّاصة عام 1729.
مع نهاية القرن، بدأت الحروب النابليونية مع قدوم نابليون الذي تُوِّج لاحقاً إمبراطورًا لفرنسا، واستمرت المعارك البحرية حتى القرن التاسع عشر.

### القرن التاسع عشر
في عام 1801 أجرت سفينة بخارية تحمل اسم شارلوت دوناس تجارب قوارب الصنادل المقطورة ضمن معبر مائي بالقرب من مدينة غلاسكو. في عام 1815 عَبَر بيير أندريل القناة الإنجليزية على متن الباخرة إليس. وبحلول منتصف القرن، أصبحت القوارب البخارية منظرًا شائعًا في الأنهار والقنوات البريطانية، وبدأت عمليات إبحار البواخر المنتظمة عبر المحيط الأطلسي عام 1830.
بدأ بنّائو السفن باستخدام الحديد بدلاً من الخشب ليصبح بالإمكان بناء سفن أكبر مع المزيد من المساحة المخصصة للشحن. وبدأ تزويد السفن أيضًا بمحركات بخارية وعجلات تجديف، ولكن تبين أن الأخيرة غير ملائمة للاستخدام في البحر المفتوح. من أربعينيات القرن التاسع عشر حلّت المراوح الدافعة اللولبية محل عجلات التجديف. في سبعينيات القرن ذاته أُدخلت محركات جديدة أكثر كفاءة، لذلك بدأ الاستغناء التدريجي عن السفن الشراعية. اعتبارًا من الثمانينيات، بدأ الصُلب باستبدال الحديد في هيكل السفينة.
نتيجة المساحة المطلوبة للفحم ومتطلبات الطاقم الكبيرة على متن البواخر، فُضِّلت السفن الشراعية للرحلات الطويلة ووصلت إلى ذروة تصميمها بقدوم السفن الشراعية نوع كليبر (بالإنجليزية: clipper) التي استُخدمت لنقل الشاي والصوف. حلّت البواخر تدريجيًا محل السفن الشراعية لأغراض الشحن التجاري خلال القرن التاسع عشر، بالأخص بعد تطوير تصاميم لمحركات أكثر كفاءة في الجزء الأخير من تلك الفترة.
كانت معركة نافارينو عام 1827 آخر معركة خاضتها البحرية الملكية باستخدام السفن الشراعية بالكامل. وبحلول نهاية القرن، كان تصميم الغواصة قد تقدم بما فيه الكفاية ليكون مفيدًا وكذلك الأمر بالنسبة لتصميم الطوربيدات.

### القرن العشرون
في بداية هذا القرن، كان ما نسبته 25٪ من التجارة العالمية يتم عبر الموانئ البريطانية، 18٪ منها إلى أمريكا الشمالية. كان السفر عبر المحيطات مهمًا في مطلع هذا القرن، إذ كانت عابرات المحيط المنتظمة عبر الأطلسي تتنافس على رتبة «الشريط الأزرق» « Blue Riband» لأسرع اجتياز. شكّل غرق سفينة تايتانيك عام 1912 حدثًا مفصليًا هامًا، وأدى ذلك إلى وضع نظام الاستغاثة والسلامة البحري العالمي وتأسيس منظمة دورية الجليد الدولية. أدى ازدياد السفر الجوي إلى تراجع السفر عبر المحيطات، ولكن بحلول نهاية القرن، عادت سفن كروز السياحية لتصبح ذات أهمية من جديد.
وخلال القرن العشرين ظهرت أنواع جديدة من سفن الشحن - سفينة الحاويات وناقلة النفط وسفينة حاويات الغاز، وقد جرى أيضًا تطوير موانئ متخصصة للتعامل معها.
استخدمت معظم السفن الحربية دفع البخار حتى ظهور توربين الغاز في منتصف تلك الفترة. وقد حلت سفن الشحن التي تعمل بالديزل محل السفن البخارية في النصف الثاني من القرن. كانت الغواصات تعمل أساسًا بمزيج من الديزل والبطاريات حتى قدوم الدفع البحري النووي عام 1955.
شهدت حربان كبيرتان ضد ألمانيا وحلفائها توسعًا هائلاً في الأساطيل البحرية واستخدام القوة الجوية في البحر، ما أدى إلى بناء حاملات طائرات أصبحت المركز الرئيسي للقوة البحرية. وقد شهدت الحربين دمارًا هائلًا للأسطول التجاري البريطاني لكن البناء الجديد تجاوز معدل الدمار. بعد الحرب العالمية الثانية كان هناك تراجع أولي في أعداد السفن الحربية ولكن بعد ذلك قاد تصعيد التهديد البحري السوفيتي إلى الحرب الباردة وبناء سفن حربية وغواصات جديدة. قوبل تراجع تهديد الاتحاد السوفيتي في نهاية القرن بتهديدات من مصادر أخرى وعمليات القرصنة، فضلًا عن تهريب المخدرات عن طريق البحر.
بدأت حروب القد والصراع على النفط البحري والغاز ومزارع الرياح. وبدأ تسخير الطاقة الموجية.

### القرن الحادي والعشرون
شهدت بداية القرن بناء عابرات المحيط العملاقة. وقد شهدت البحرية الملكية تراجعات أخرى في قوتها، رغم تقديم الوعود بناقلات طائرات أكبر حجمًا.